# Hope Marie Carlton
Hope Marie Carlton, pseudonimo di Hope Marie Rizzitano (Riverhead, 3 marzo 1966), è una modella e attrice statunitense.

## Biografia
Hope Marie Rizzitano nasce a Riverhead, New York. Sua madre Marie, americana, praticava culturismo e gestiva una palestra femminile, mentre suo padre Carmine, era un immigrato italiano di origine siciliana che di professione faceva il camionista.
La sua carriera di modella cominciò molto presto (a soli 13 anni) e non ebbe grosse difficoltà a fare successo; grazie al fisico di tipo mediterraneo, ha posato nuda per la rivista Playboy, playmate del mese di luglio 1985.
Dopo la sua apparizione su Playboy Hope Carlton è apparsa in vari film diretti da Andy Sidaris, così come in diversi B-movie, negli anni ottanta e novanta; ha recitato anche in alcuni episodi di telefilm, tra cui Quantum Leap e Baywatch. Tra le sue apparizioni più conosciute, quella nell'episodio The Great Escape della serie Sposati con figli (1988).
Dopo aver lasciato Hollywood nel 1990, ha aperto la popolare Sorrel River Ranch Resort a Moab, Utah, con il marito Rob Levin. Dal matrimonio è nata una figlia, ma nel 2005, Rob e Marie hanno divorziato, Marie si è trasferita in Colorado.